# Brot und Tulpen
Brot & Tulpen (Originaltitel: Pane e tulipani) ist ein italienischer Film von Silvio Soldini aus dem Jahr 2000 mit Licia Maglietta und Bruno Ganz in den Hauptrollen.

## Handlung
Rosalba, Hausfrau und Mutter zweier halbwüchsiger Söhne aus Pescara, verpasst auf der Rückreise von einem Familienausflug nach Paestum an einer Autobahnraststätte ihren Bus. Ihrem Mann Mimmo, dem Inhaber eines Klempner-Großhandels, fällt erst einige Kilometer später auf, dass sie nicht im Bus ist; er lässt sie in der Raststätte ausrufen. Rosalba wartet dort zunächst, entschließt sich dann aber dazu, nach Hause zu trampen. Doch plötzlich ergibt sich für sie die Gelegenheit, nach Venedig zu fahren, wo sie immer schon einmal hin wollte. Sie nimmt sich ein Zimmer und setzt ihre Familie per Telefon darüber in Kenntnis, dass sie in Venedig ist und am nächsten Tag nach Hause kommen will.
Nach dem Besuch der Stadt verpasst sie ihren Zug und darf dann aufgrund der Umstände (sie hat kaum noch Geld) bei Fernando, einem isländischen Kellner in einem kleinen Restaurant, der ein fremdländisch klingendes und altmodisches Italienisch spricht, übernachten und später ein eigenes Zimmer beziehen. Sie beginnt eine Freundschaft mit der Nachbarin Grazia, der Betreiberin eines Massage- und Kosmetiksalons, und findet dann per Zufall auch noch Arbeit in einem Blumenladen, bei dem anarchistischen Floristen Fermo. Nachts plagt sie jedoch ihr schlechtes Gewissen ihrer Familie gegenüber, vor allem wegen ihres jüngeren Sohnes.
Ihr Mann Mimmo toleriert ihre überraschende und sich immer wieder verlängernde Abwesenheit nicht. Er erteilt Costantino, der sich in Mimmos Firma zu einem Vorstellungsgespräch als Klempner einfindet und als leidenschaftliches Hobby das Lesen von Kriminalromanen angibt, den Auftrag, nach Venedig zu reisen, um dort als eine Art Privatdetektiv tätig zu werden, seine Frau zu finden und sie nach Hause zu bringen. Nach mehreren Tagen erfolgloser Suche meldet sich Rosalba bei Costantino – er hat Plakate mit ihrem Gesicht und seiner Telefonnummer in der Stadt verteilt – und sie vereinbaren ein Treffen. Als Costantino von seiner Mutter angerufen wird, läuft Rosalba weg zu Fernandos Wohnung. Costantino kann ihr folgen und trifft vor dem Haus Grazia; sie hält ihn für einen angemeldeten Kunden ihres Salons, und kaum hat die Massage begonnen, verlieben sie sich ineinander.
Inzwischen fühlt sich Rosalba immer mehr zu Fernando hingezogen und sie genießt ihr neues Leben (sie hat auch das Akkordeonspielen wieder für sich entdeckt), bis die Geliebte ihres Gatten in Venedig erscheint und sie zur Rückkehr nach Pescara bewegen kann.
Rosalba kehrt in eine unveränderte Umgebung zurück, die durch die Routine des Alltags geprägt ist. Aber Fernando, der sich in Venedig alleingelassen und verzweifelt fühlt, kann sich dazu entschließen, Rosalba zurückzugewinnen. Er leiht sich den Lieferwagen von Fermo und reist gemeinsam mit Grazia und Costantino nach Pescara. Auf dem Parkplatz eines Supermarktes kann er Rosalba im Beisein ihres jüngeren Sohnes davon überzeugen, nach Venedig zu ziehen.

## Kritik
- Cineclub: „Brot und Tulpen ist einer der unspektakulärsten Filme der Kinogeschichte. Doch durch seine authentischen und liebenswerten Charaktere geht er ans Herz und macht einfach Freude.“[2]
- Allesfilm: „Breitenwirksam ist Brot und Tulpen zweifelsohne: Hier hat man zwar liebevoll an den Charakteren gefeilt, aber im Zweifelsfall ist der nächstbeste Witz immer näher als die wirkliche Person… Wo man mit althergebrachten Genremustern spielt, muss man die Größe eben in die Form bringen. Die bleibt bei Soldini leider im Handgepäck.“[3]
- Kulturnews: „Brot und Tulpen ist eine wundervoll romantische Komödie, die von der Atmosphäre Venedigs lebt, vor allem aber vom perfekten Zusammenspiel der Charaktere. Soldinis Film ist zugleich ein Appell an die Spontaneität, an ein Ausbrechen aus dem bisweilen erdrückenden Gefüge des Alltags, an ein Aufbegehren gegen jede ‘So was macht man doch nicht’-Haltung. Ein Film, der seine neun (!) Auszeichnungen mit dem italienischen Filmpreis ‘David di Donatello’ verdient hat und der ein wahrer Lichtblick für einen grau verhangenen Dezember ist.“[4]
- Lexikon des internationalen Films: „Melancholisch-beschwingte Komödie, die normale Menschen in den Mittelpunkt stellt und dies liebevoll zeichnet. Präzise beobachtete Details, witzige Dialoge, eine klare Bildersprache und die ausgezeichneten Darsteller machen den Film zu einem amüsanten Exkurs über die Zufälle des Lebens und der Liebe.“[5]

## Auszeichnungen
- 2000: David di Donatello, neun Auszeichnungen, darunter der Preis für den besten italienischen Film, die beste Regie, den besten Darsteller, die beste Darstellerin
- 2000: Nastro d’Argento, fünf Auszeichnungen, darunter der Preis für die beste Regie, die beste Nebendarstellerin, den besten Nebendarsteller
- 2001: Schweizer Filmpreis in der Kategorie Bester Darsteller
- 2001: Gilde-Filmpreis in Silber